# Fallen Art
Pour plus de détails, voir Fiche technique et Distribution.
Fallen Art (Sztuka spadania en polonais) est un court métrage d'animation de six minutes écrit et réalisé par Tomasz Bagiński. La bande son correspond au morceau Asfalt Tango du groupe roumain Fanfare Ciocarlia. Ce film est produit par Platige Image spécialisé dans les effets spéciaux. En 2006, il reçut le prix du British Academy of Film and Television Arts.

## Synopsis
Fallen Art raconte l'histoire du général A, artiste auto-proclamé. Son art, cependant, repose sur une méthode d'animation image par image constituée de photographies du docteur Johann Friedrich représentant des soldats morts sur une dalle de béton, à la suite d'une chute d'un tremplin provoqué par le sergent Al.

## Fiche technique
- Réalisation et scénario : Tomasz Baginski
- Production : Tomasz Baginski, Jarek Sawko et Piotr Sikora
- Musique originale : Adrian Sical
- Durée : 6 minutes
- Pays :  Pologne
- Format : couleur
- Dates de sortie : 
  -  Pologne : 23 septembre 2004
  -  France : 5 juin 2006 (première diffusion TV)